# Splachnum purpurascens
Splachnum purpurascens là một loài rêu trong họ Splachnaceae. Loài này được Hook. f. & Wilson mô tả khoa học đầu tiên năm 1844.